# Mary Antonine Goodchild
Mary Antonine Goodchild (* 1873; † 1945) war eine amerikanische Musikpädagogin.
Die Dominikanerschwester studierte Schulmusikerziehung an der Columbia University (MA 1935). Sie unterrichtete an vielen Elementarschulen und zuletzt an der Visitation High School in Chicago und am Rosary College in River Forest. Sie war maßgeblich für das Ausbildungsprogramm für Musiklehrer der Sinsinawa Sisters und veröffentlichte ein Musiklehrbuch für die Schulen in Chicago und Minneapolis. Weite Verbreitung in konfessionellen Schulen fand ihr Liederbuch Gregorian Chant for Church and School. Sie komponierte drei Stücke für Frauenchor: Ave Maria, Sub Tuum und Memorare.